# Penianthus
Penianthus es un género con siete especies de plantas de flores perteneciente a la familia Menispermaceae. Nativo de África occidental y central.

## Especies seleccionadas
- Penianthus camerounensis
- Penianthus fruticosus
- Penianthus gossweileri
- Penianthus klaineanus
- Penianthus longifolius
- Penianthus patulinervis
- Penianthus zenkeri